# Pustinja Silvio
Pustinja Silvio je pustinjačka nastamba kod sela Murvice, općina Bol.

## Opis
Pustinjaci Juraj i Pavao Silvio (Dubravčić) iz Nerežišća pol. 15. st. borave u Zmajevoj špilji te u blizini grade Pustinju Silvio za stan pobožnih žena picokara. U prvom dijelu sagrađena je kapelica posvećena Bezgrešnom začeću Bl. Dj. Marije, a sučelice je reljef velikog zmaja okrenutog mjesecu, prikazi fantastičnih životinja, pustinjaka i motivi kršćanske simbolike. Pustinja Silvio zapadno od Zmajeve špilje je sklop ruševnih kamenih jednokatnica s crkvom Uznesenja Bl. Dj. Marije.

## Zaštita
Sa Zmajevom špiljom čini cjelinu koja je zavedena pod oznakom Z-4784 kao nepokretno kulturno dobro - pojedinačno, pravna statusa zaštićena kulturnog dobra, klasificirano kao "sakralne građevine".